# Nationals de Stratford
Les Nationals de Stratford sont une franchise de hockey sur glace ; l'équipe joue dans plusieurs ligues en Amérique du Nord et joue ses matchs à Stratford en Ontario au Canada. Elle est affiliée aux Maroons de Montréal.

## Historique
L'équipe voit le jour en 1926 et dispute deux saisons dans la Canadian Professional Hockey League avant de cesser ses activités. La première saison les voit remporter la saison régulière mais perdre en finale.
La seconde, ils remportent à nouveau la saison régulière et termine champions.

## Statistiques
| Saison    | Ligue | PJ | V  | D  | N | Pun | BP  | BC | Classement final | Séries éliminatoires |
| --------- | ----- | -- | -- | -- | - | --- | --- | -- | ---------------- | -------------------- |
| 1926-1927 | CPHL  | 32 | 20 | 12 | 0 | -   | 92  | 80 | 1er              | finaliste            |
| 1927-1928 | CPHL  | 42 | 25 | 12 | 5 | -   | 104 | 53 | 1er              | Vainqueurs           |